# 641B型潜艇
1914年前沙俄海军的同名的Som型潜艇，见Som型潜艇.
苏联641B“Som”(俄語：сом、“鲶鱼”)攻击型柴电动力潜艇，北约命名为“探戈”级（T级），是1967年停产的“狐步”级潜艇的后继型号，用于黑海舰队与北方舰队海区作战. 首艇1972年在高尔基市竣工. 总共制造了18艘，分作略有不同的两个型号。后期改型加长了数米，以安装ASW导弹装置. 1982年停止建造.
艏部声纳类似于苏联攻击型核潜艇的声纳. 动力装置与“狐步”级潜艇最后批次的相同. 电池容量比之前的苏联潜艇有了巨大改进，因此水下续航力超过了一周.
目前该型号潜艇已经全部退役。

## 博物馆舰

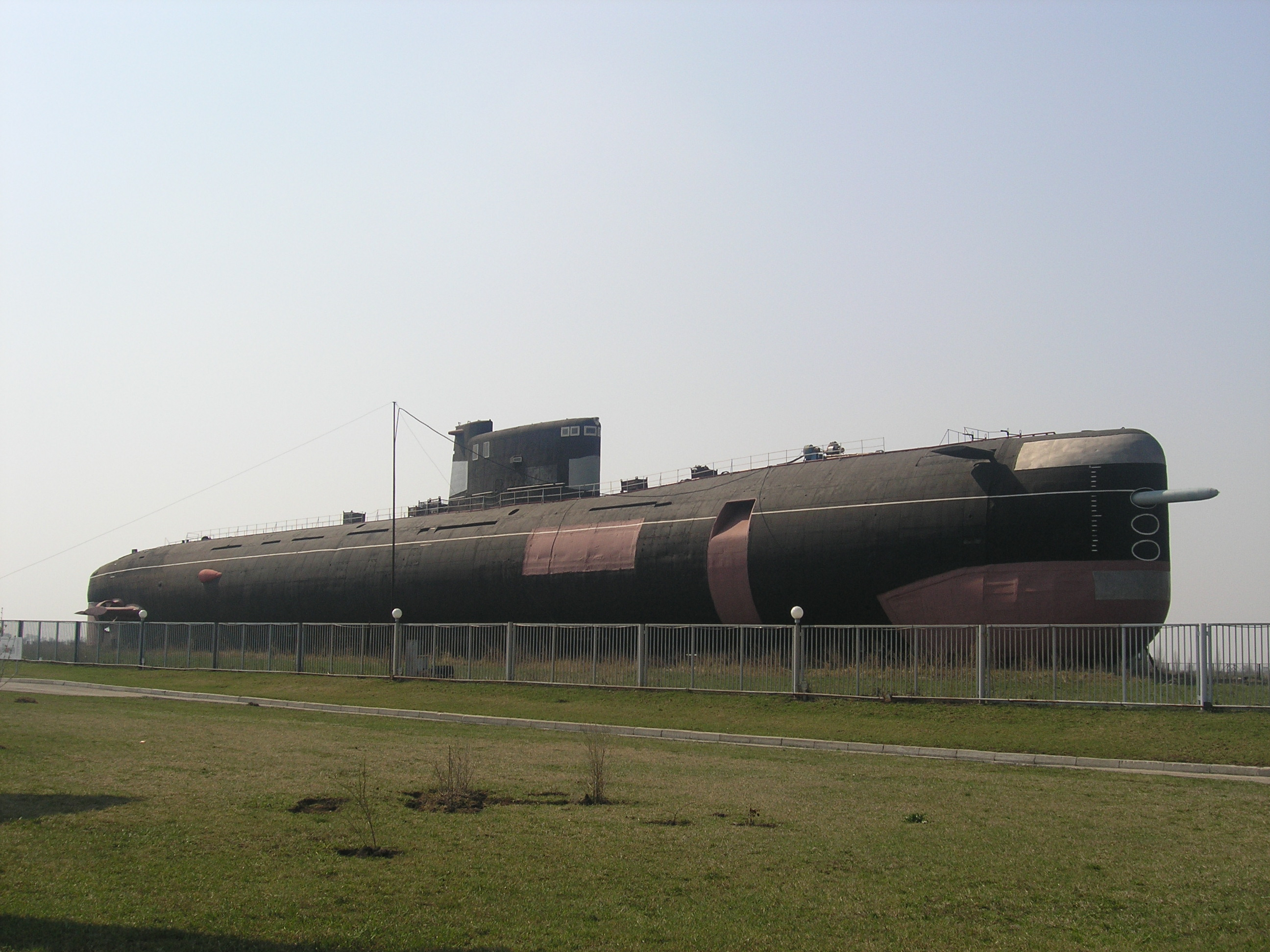
B-307, Togliatti
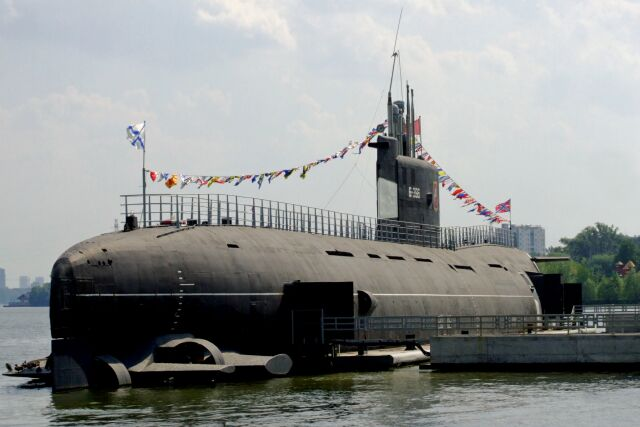
B-396, Moscow
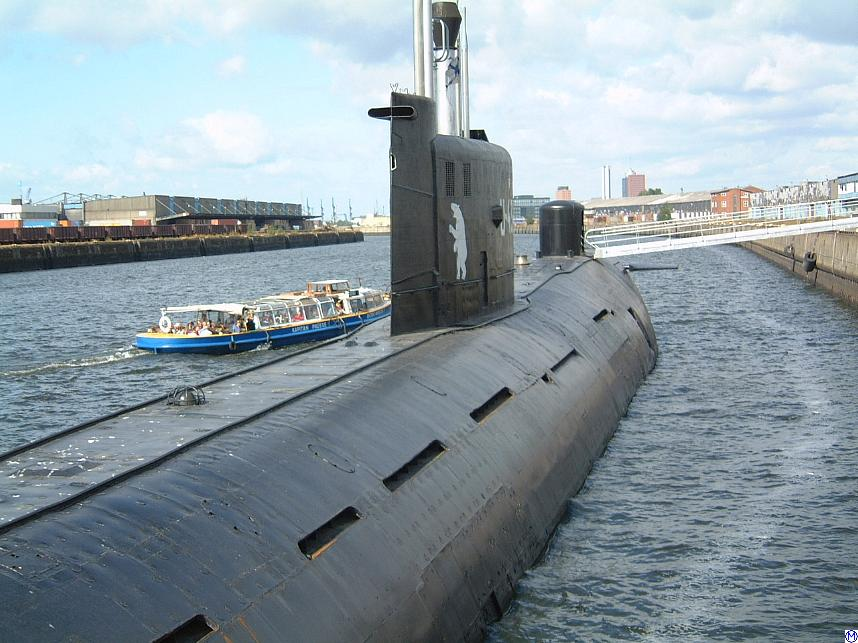
B-515, Hamburg

三艘 641B型潜艇用作博物馆舰:
- B-307, 完全安置在陆地上, 俄罗斯萨马拉市
- B-396, 漂浮状态，莫斯科图西诺水库的莫斯科海军博物馆
- B-515, 汉堡的博物馆，涂上舷号U-434

B-319与B-474的潜艇指挥塔被拆下于波利亚尔内与梁赞展示.

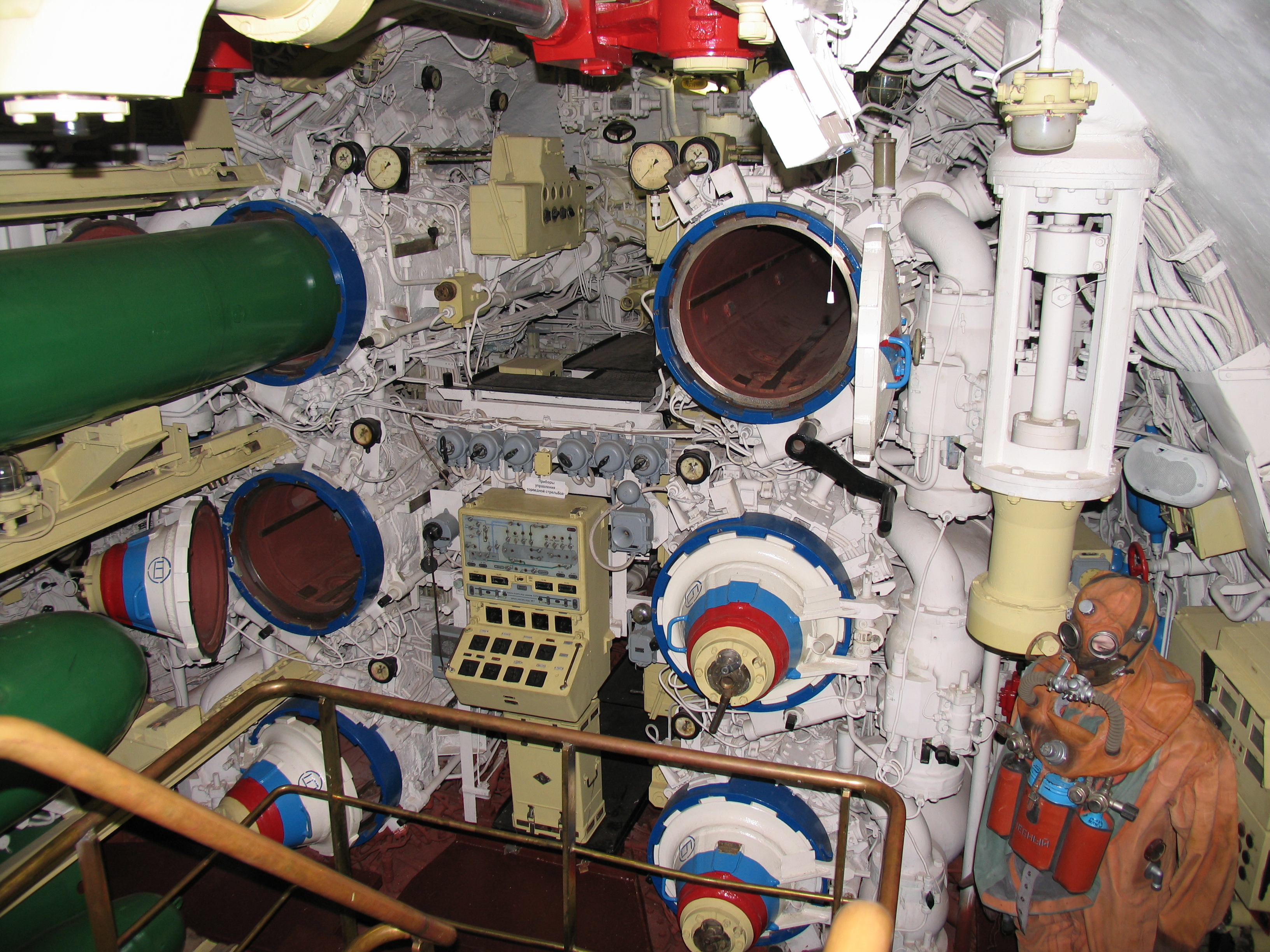
“探戈”级B-396
鱼雷舱